# Chlorogomphus okinawensis
Chlorogomphus okinawensis är en trollsländeart som beskrevs av Ishida 1964. Chlorogomphus okinawensis ingår i släktet Chlorogomphus och familjen kungstrollsländor. IUCN kategoriserar arten globalt som starkt hotad. Inga underarter finns listade i Catalogue of Life.